# 동구 (울산광역시)
동구(東區)는 대한민국 울산광역시의 동부에 있는 구이다. 동구 대부분의 지역을 방어가 많이 잡히는 항이라는 뜻을 갖고 있는 '방어진'으로 칭하기도 한다. 세계 최대 규모의 조선소인 현대중공업과 자회사 현대미포조선이 위치해 있다.

## 역사

### 구의 역사
신라시대 현재의 북구 강동동에 치소를 둔 율포현(栗浦縣)의 일부였다. 율포현은 757년에 동진현(東津縣)으로 개칭하였다가 940년에 흥례부(興禮府)에 편입되었다. 고려시대에는 왜구를 방어하기 위한 수로진의 의미로 방어진(防禦陣)이라 하였다가 조선시대에 방어가 많이 잡히는 나루터라는 의미로 방어진(魴魚津)이라 불렀다. 조선 초기에 사복시 관할의 목장을 두고 방어진목장(魴魚津牧場)이라 하였다. 울산에 면리제가 시행되면서 동면 유등포리, 현종 대에는 유포면(柳浦面, 북구 강동동)에 속해 있다가 숙종 대에 목장 관할 구역을 분리해 동면(東面)이 되었다.
- 1910년 10월 1일 동면사무소를 서부동에 두었다.
- 1914년 4월 1일 9개리로 개편하였다.

| 개편 전                                                | 개편 후        |
| ------------------------------------------------------ | -------------- |
| 방어동(方魚洞), 상화잠동(上花岑洞), 하화잠동(下花岑洞) | 방어리(方魚里) |
| 월산동(月山洞)                                         | 일산리(日山里) |
| 월산동(月山洞)                                         | 화정리(華亭里) |
| 전하동(田下洞), 월산동(月山洞) 일부                    | 전하리(田下里) |
| 미포리(尾浦里), 동부동(東部洞) 일부                    | 미포리(尾浦里) |
| 서부동(西部洞), 대편동(大片洞)                         | 서부리(西部里) |
| 동부동(東部洞)                                         | 동부리(東部里) |
| 주전동(朱田洞)                                         | 주전리(朱田里) |
| 염포동(鹽浦洞), 심청동(深淸洞)                         | 염포리(鹽浦里) |
- 1925년 12월 6일 면사무소를 방어리로 이전하였다.
- 1931년 4월 1일 동면을 방어진면(方魚津面)으로 개칭하였다.[3]
- 1937년 7월 1일 방어진면이 방어진읍(方魚津邑)으로 승격하였다.
- 1962년 6월 1일 울산군 방어진읍이 신설 울산시에 편입되면서 울산시 방어진출장소가 되었다.[4]
- 1972년 10월 1일 울산시 53개 법정동을 31개 행정동으로 개편하면서 방어진출장소 관할 구역에 5개 행정동이 설치되었다. 이때 염포동은 병영출장소 관할이 되었다.[5]

| 행정동         | 법정동                         |
| -------------- | ------------------------------ |
| 방어동(方漁洞) | 방어동(方漁洞)                 |
| 일산동(日山洞) | 일산동(日山洞), 화정동(華亭洞) |
| 전하동(田下洞) | 전하동(田下洞), 미포동(尾浦洞) |
| 남목동(南牧洞) | 동부동(東部洞), 서부동(西部洞) |
| 주전동(朱田洞) | 주전동(朱田洞)                 |
- 1979년 1월 1일 남목동을 남목1동과 남목2동으로 분동하였다.[6]
- 1983년 5월 1일 전하동을 전하1동과 전하2동으로 분동하였다.[7]
- 1985년 7월 15일 울산시 구제(區制)가 실시되면서 중구에 편입되어 중구 방어진출장소가 되었다.[8]
- 1985년 8월 10일 중구 방어진출장소가 시 직할 방어진출장소로 승격하였다.[9]
- 1985년 10월 15일 일산동을 일산동과 화정동으로 분동하였다.[10]
- 1988년 1월 1일 방어진출장소가 동구로 승격하였다.[11]
- 1992년 1월 20일 화정동을 화정동과 대송동으로 분동하였다.[12]
- 1995년 3월 2일 전하2동을 전하2동과 전하3동으로, 남목1동을 남목1동과 남목3동으로 분동하였다.[13]
- 1995년 8월 22일 동구청 소재지를 방어동 413-1번지[14]에서 화정동 222번지로 이전하였다.[15]
- 1997년 7월 15일 울산광역시 동구 자치구 출범, 중구 염포동이 동구에 편입되었다.[16]
- 1998년 3월 1일 염포동이 북구로 편입되었다.[17]
- 1998년 10월 1일 주전동을 남목3동에 편입하였다.[18]
- 2009년 1월 1일 전하3동을 전하2동에 편입하였다.[19]

### 신라왕과 일산동
일산동(日山洞)의 지명은 본래 일산(日傘)이었다. 日傘의 뜻은 햇빛을 막는 큰 양산이라는 뜻으로 신라왕이 여름에 일산해수욕장 일대를 찾아 큰 일산을 쓰고 놀았다고 하는 데서 유래하였다고 알려져 있다. 일산해수욕장 우측에 있는 대왕암 공원은 문무 대왕의 왕비가 문무 대왕이 호국의 뜻을 갖고 경주 양남 대왕암에 묻힌 것을 따라 묻힌 곳이었다고 알려져 있다.

### 동축사
삼국유사에는 573년 인도 아소카왕이 보낸 편지와 황금, 황철을 실은 배가 아곡현(신라 시대 울산의 지명) 사포 지역에 도착했다고 돼있다. 아소카왕의 바람대로 신라왕은 황금, 황철로 장륙존상을 만들어 황룡사에 모셨다. 모형으로 만든 불상은 아곡현의 한 마른 언덕 지역(마골산)에 절을 짓고 모셨다. 이 절이 동축사라고 한다. '동축'은 동쪽의 인도라는 뜻으로 아소카왕이 다스리는 나라가 '서축'이라면 신라는 동쪽의 인도 즉 동축이라는 인식이 담겨져 있다고 볼 수 있다.

## 지리
동해안을 끼고 내려오는 동부산지괴의 동대산맥 여러 산들 가운데 마골산이 동구 지역의 주산이 된다. 이 마골산과 엇비슷한 높이의 연봉들이 동구 지역의 서쪽과 북쪽을 병풍처럼 두르면서 방어진 반도를 이루었다가, 동해로 침몰하게 된다. 그리고 동구 지역은 산지가 53%로 전체의 절반이 넘으며, 산으로부터 바다까지의 거리도 짧다. 동구 지역의 산들은 오랫동안에 걸친 외부의 침식을 받아 산세가 가파르거나 험하지 않고 완만하여 구릉지대를 연상시킨다. 동구 지역은 길게 뻗은 산자락의 바닷가에 자리 잡고 있기 때문에 하천의 길이가 짧고, 폭도 좁다. 여기에다 낮은 지대는 거의가 공장이나 주거지로 변모하면서 그나마 몇 개 흐르던 하천마저 거의 복개되고 말아, 동구 지역 주민들은 강이나 하천의 존재를 거의 못 느끼지 못하지만, 넓은 동해 바다를 품고 살아가고 있다.

## 정치·행정

### 국회의원
현재 동구의 국회의원은 권명호이다.

### 광역의원
경상남도 울산시 동구에서는 경상남도의원 3명을 선출하였다. 울산시가 광역시로 승격한 이후에는 울산광역시의원 3명을 선출하고 있다.

## 행정 구역
울산 동구의 행정 구역은 9개동 210통 1,352반으로 구성되어 있으며, 면적은 36.03km2로 시의 3.4%를 차지한다. 울산 동구의 인구는 2014년 12월 31일을 기준으로 67,951세대 183,587명이다. 시전체 15.63%를 차지하는데 비해서 면적은 좁은 편이며, 그나마 전체 면적의 36.6%에 해당하는 13.19km2가 개발제한구역이다.

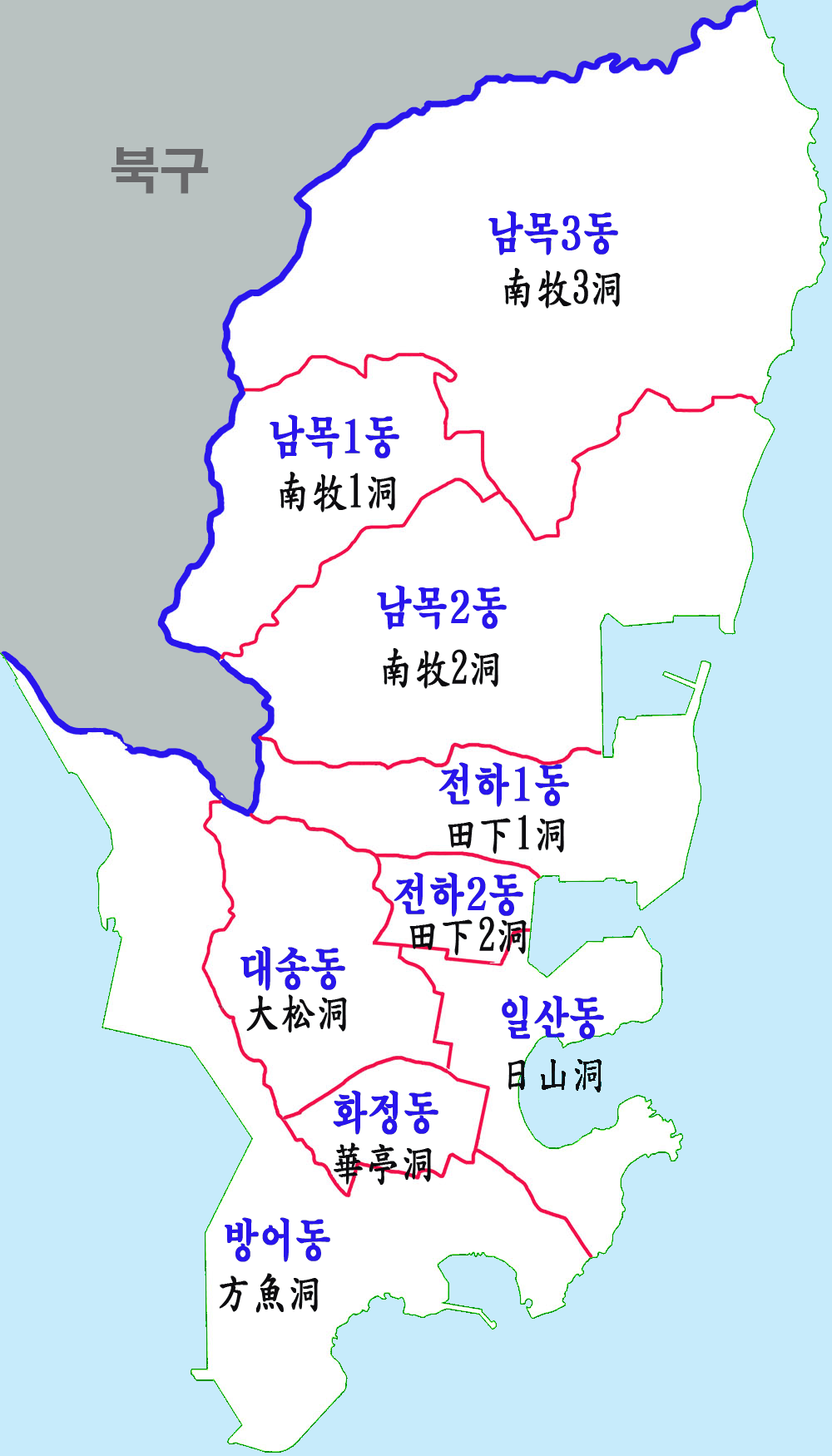
동구의 행정구역

| 행정동  | 한자    | 면적 (km2) | 세대   | 인구 (명) |
| ------- | ------- | ---------- | ------ | --------- |
| 방어동  | 方魚洞  | 6.03       | 17,230 | 45,729    |
| 일산동  | 日山洞  | 2.08       | 3,690  | 7,786     |
| 화정동  | 華亭洞  | 1.30       | 7,535  | 18,511    |
| 대송동  | 大松洞  | 2.53       | 5,683  | 15,290    |
| 전하1동 | 田下1洞 | 5.13       | 6,955  | 18,319    |
| 전하2동 | 田下2洞 | 1.00       | 8,337  | 24,522    |
| 남목1동 | 南牧1洞 | 4.99       | 4,136  | 11,648    |
| 남목2동 | 南牧2洞 | 4.37       | 9,241  | 26,967    |
| 남목3동 | 南牧3洞 | 8.59       | 5,144  | 14,815    |
| 동구    | 東區    | 36.02      | 67,951 | 183,587   |

## 인구
울산광역시 동구의 연도별 인구(내국인) 추이
| 연도   | 총인구    | ; |
| ------ | --------- | - |
| 1990년 | 168,389명 |   |
| 1995년 | 191,733명 |   |
| 2000년 | 182,658명 |   |
| 2005년 | 177,005명 |   |
| 2010년 | 164,051명 |   |
| 2015년 | 176,851명 |   |

## 교육 기관
- 대학교
  - 울산과학대학교 동부캠퍼스

- 고등학교

|  | - 남목고등학교 - 대송고등학교 - 문현고등학교 | - 방어진고등학교 - 울산생활과학고등학교 - 현대고등학교 | - 현대공업고등학교 - 현대청운고등학교 - 화암고등학교 |

### 기업체
- 현대미포조선
- 현대중공업
- 현대제철
- 현대자동차

## 자매 결연
| 지역 & 국가 | 도시       | 도시           |
| ----------- | ---------- | -------------- |
| 대한민국    | 경기도     | 군포시(2021년) |
| 대한민국    | 광주광역시 | 서구(1999년)   |